# Ylämaa kyrka
Ylämaa kyrka (finska: Ylämaan kirkko) är en kyrkobyggnad i finländska Villmanstrand i Södra Karelen. Den tillhör Lappee församling inom Evangelisk-lutherska kyrkan i Finland.
Kyrkan ritades av arkitekten Ilmari Launis och invigdes den 25 maj 1931. Bland inventarierna finns en 16-stämmig orgel tillverkad 1940 av Kangasala orgelbyggeri, en altartavla med korsfästelsemotiv målad 1929 av Väinö Saikko samt en dopfunt i spektrolit som skänktes till kyrkan 1975.